# SHOWROOM
SHOWROOM（日语：SHOWROOM / ショールーム）是源自日本的即時影音串流網站，2013年由日本網路公司DeNA成立，2015年8月3日起改由DeNA新設的轉投資公司「SHOWROOM株式會社」經營。所有人均可免費註冊為用戶，在網站上自己開設線上實況頻道、或者觀賞其他用戶的線上實況頻道。而日本多個經紀公司與唱片公司，也在此開設旗下藝人的官方帳號，做為與粉絲線上的互動平台。
使用者可透過個人電腦（瀏覽器）與iOS、Android的行動裝置（官方APP），免費收看SHOWROOM用戶的線上實況頻道，以及SHOWROOM官方所提供的付費實況頻道。另外，亦支援用戶以虛擬實境（VR）進行實況。

## 外部鏈結
- 官方网站
- Google Play商店中的SHOWROOM
- 苹果App Store中的SHOWROOM
- SHOWROOM 官方部落格（页面存档备份，存于） （日語）
- 虛擬表演空間「Showroom」的Facebook專頁 （日語）
- SHOWROOM的X（前Twitter） （日語）
- 虛擬表演空間SHOWROOM！的Instagram帳戶 （日語）
- SHOWROOM株式會社（页面存档备份，存于） （日語）